# Grand Army Plaza (Brooklyn)
Pour la place de Manhattan, voir Grand Army Plaza (Manhattan).
Grand Army Plaza est une grande place située dans l'arrondissement de Brooklyn à New York. Elle constitue l'entrée principale de Prospect Park.
Elle est surtout connue pour son arc de triomphe, le Soldiers' and Sailors' Memorial Arch construit en 1892 en l'honneur des troupes de l'Union, vainqueurs de la Guerre de Secession. On y trouve également la Fontaine Bailey (Neptune et Triton), ainsi qu'un monument érigé en l'honneur de John Fitzgerald Kennedy, et des statues : celles des généraux de la Guerre de Sécession Kemble Warren, Henry Warner Slocum, et des citoyens de Brooklyn célèbres, Henry Maxwell Tablet and Alexander J.C. Skene.Au printemps on peut accéder à l'étage et bénéficier d'une belle vue sur les sculptures en bronze et sur Prospect Park. Beaucoup de couples décident de choisir Grand Army Plaza pour faire des photos de mariage.
Au Sud-Est, on trouve le bâtiment de la bibliothèque publique de Brooklyn.